# Calectasia intermedia
Calectasia intermedia är en enhjärtbladig växtart som beskrevs av Otto Wilhelm Sonder. Calectasia intermedia ingår i släktet Calectasia och familjen Dasypogonaceae. Inga underarter finns listade.